# Langitanais angustifrons
Langitanais angustifrons is een naaldkreeftjessoort uit de familie van de Tanaidae. De wetenschappelijke naam van de soort is voor het eerst geldig gepubliceerd in 1982 door Tzareva.